# Vitalij Koval
Vitalij Nikolajevič Koval (Виталий Николаевич Коваль; * 31. březen 1980 Perm, RSFSR, Sovětský svaz) je běloruský profesionální hokejista, hrající na postu brankáře. V současnosti hraje za tým Salavat Julajev Ufa v Kontinentální hokejové lize.

## Kariéra
Hrával za týmy Molot Perm, HK Dynamo Minsk a Atlant Mytišči, s posledně jmenovaným se probojoval do finále KHL, kde neuspěl v souboji o Gagarinův pohár v roce 2011.
Koval byl součástí běloruské reprezentace na Zimních olympijských hrách 2010 a třech mistrovství světa v ledním hokeji (MS 2008, MS 2010 a MS 2012).